# 索科利夫卡 (普斯托梅特區)
49°38′19″N 23°47′55″E / 49.63861°N 23.79861°E
索科利夫卡（烏克蘭語：Соколівка），是烏克蘭西部的村莊，隸屬利維夫州的利維夫區。該村面積0.61平方公里，海拔高度290米，2001年人口191，人口密度每平方公里313.11人。